# Ходовість судна
Хо́довість су́дна або швидкохі́дність су́дна — одна з морехідних якостей судна, що характеризує здатність переміщатися із заданою швидкістю при певному ефективному використанні потужності енергетичної установки. Для вітрильних суден ходовість визначається при певній площі встановлених вітрил (вітрильності). З двох подібних суден кращу швидкохідність має те, яке розвиває вищу швидкість при тій же потужності головних суднових двигунів, а для вітрильних суден — при однаковій площі вітрил.
Для виконання вимог швидкохідності при проєктуванні слід правильно обрати обводи корпусу судна, які б забезпечували мінімальний опір рухові та оптимальні умови для роботи рушія. Швидкохідність судна є характеристикою його динамічних параметрів.

## Основні силові фактори опору
При вивченні швидкохідності, розглядають дві рівні й протилежно спрямовані сили — опір води та тягу гребних гвинтів. Обидві сили діють в горизонтальній площині та мають гідродинамічну природу.
Оскільки судно рухається на межі двох середовищ — води й повітря, то кожне середовище створює цьому рухові опір. Тобто
{\displaystyle R=R_{c}+R_{n},}
де {\displaystyle R} — повний опір рухові, {\displaystyle R_{c}} — опір води, {\displaystyle R_{n}} — опір повітря.

### Опір повітря
Опір повітря залежить від швидкості судна відносно повітря і від площі лобового опору, яка дорівнює площі проєкції надводної частини судна на площину мідель-шпангоута
{\displaystyle R_{n}=\xi _{n}{\frac {\gamma _{n}v^{2}}{2}}\omega _{n},}
де {\displaystyle \xi _{n}} = 0,8…0,9 — коефіцієнт опору повітря; {\displaystyle \gamma _{n}} = 1,225∙10−3 т/м³ — питома маса повітря; {\displaystyle \omega _{n}} — площа лобового опору, м², {\displaystyle v} — швидкість судна, м/с.

### Опір води
Опором води рухові судна називають рівнодійну гідродинамічних тисків і дотичних напружень тертя води об корпус, спроєктовану на напрямок руху. Величина сили опору залежить від розмірів та форми корпусу судна, стану обшивки, швидкості й режиму руху.
{\displaystyle R_{c}=\xi _{c}{\frac {\gamma _{c}v^{2}}{2}}\Omega ,}
де {\displaystyle \xi _{c}} — коефіцієнт опору води; {\displaystyle \gamma _{c}} — питома вага води, Н/м³; Ω — площа змоченої поверхні судна, м².
Площу змоченої поверхні визначають за теоретичним креслеником, наприклад, за методом трапецій. Крім цього можна скористатись приблизними формулами, типу:
{\displaystyle \Omega =L\cdot \left(1,36T+1,13\delta B\right)} при {\displaystyle \delta <0,45,}
{\displaystyle \Omega =L\cdot \left(2T+1,37\left(\delta -0,274\right)B\right)} при {\displaystyle \delta \geq 0,45,}
де L, B, T — головні розміри судна, {\displaystyle \delta } — коефіцієнт загальної повноти.
Опір води складається з 1) опору тертя, 2) опору форми, 3) опору шорсткості та 4) хвильового опору.
{\displaystyle R_{c}=R_{fr}+R_{s}+R_{r}+R_{w}.}
Розглянемо кожну складову окремо.
Опір тертя
Опір тертя ({\displaystyle R_{fr}}) залежить від трьох параметрів, площі змоченої поверхні, довжини судна та його швидкості. Форма поверхні не відіграє жодної ролі. Тому опір тертя судна є еквівалентним опору абсолютно гладкої ({\displaystyle \xi _{r}=0}), плоскої ({\displaystyle \xi _{s}=0}) пластини, з площею {\displaystyle \Omega } і довжиною {\displaystyle L}, яка рухається зі швидкістю {\displaystyle v} у безконечному потоці рідини ({\displaystyle \xi _{w}=0}). Опір тертя обумовлений тим, що вода має в'язкість, і частинки води, що безпосередньо прилягають до обшивки судна, прилипають до неї й рухаються разом з судном. Шар води, який прилипає до цих частинок рухається вже зі швидкістю меншою, ніж швидкість судна. Наступний шар ще повільніший і на якійсь відстані від корпусу частинки води залишаються у спокої. Шар, в якому спостерігаються збурення частинок води, називається приграничним шаром, його ширина зростає від носа до корми. Тертя між частинками води в приграничному шарі і є опором тертя.
Опір форми
Якщо від плоскої поверхні перейти до розгляду реальної поверхні судна, що має певну кривину, то можна припустити, що приграничний шар буде спотворений так само, як була вигнута плоска пластина при набутті профілю поверхні корпусу судна. Тобто в кожному перетині товщина приграничного шару залишиться незмінною, але границя шару буде не прямою лінією, а якоюсь плавною кривою, відповідною кривині обрисів корпусу. Витрати енергії на спотворення приграничного шару і будуть визначати опір форми ({\displaystyle R_{s}}).
Опір шорсткості
При обтіканні гладкої пластини частинки води рухаються паралельно до поверхні, лінії течії є прямими. Така течія рідини у приграничному шарі називається ламінарною. Реальна поверхня корпусу судна завжди має якусь шорсткість (дефекти фарбування, подряпини, зварні шви тощо) тому при обтіканні такої поверхні водою будуть утворюватися завихрення. Течія у даному випадку буде турбулентною. На утворення вихорів в приграничному шарі буде витрачатися частина енергії, що і визначає опір шорсткості ({\displaystyle R_{r}}).
Хвильовий опір
Якщо прийняти, що середня швидкість частинок води у приграничному шарі є постійною і розглянути проекції векторів швидкостей на вісь яка збігається з напрямком руху, то можна зробити висновок що у середній частині судна величина проекції швидкості на вісь є більшою, ніж на краях. Згідно із законом Бернуллі тиск рідини в потоці змінюється обернено до швидкості. Отже, тиск в носі і кормі є більшим, ніж у середній частині судна. Вода з зони підвищеного тиску (носова і кормова частини) буде рухатись у зони, де тиск менший — в середню частину і за ніс та корму. В результаті цього ватерлінія з прямої перетворюється на хвилясту лінію, з вершиною посередині і западинами на краях. Отже, при русі судна буде утворюватися хвиля, що рухається разом із судном. На її утворення буде витрачатися частина енергії, що і обумовлюватиме хвильовий опір ({\displaystyle R_{w}}).
Оскільки середня швидкість частинок води у приграничному шарі, за рахунок тертя із зовнішніми шарами, є дещо меншою за швидкість судна, то судно буде випереджати хвилю і в результаті гребінь хвилі буде рухатись від середини судна до корми.

## Визначення складових опору води

### Випадок водотоннажних суден
Основний спосіб визначення опору води рухові судна — це проведення випробувань. Випробовують або натурне судно, або його модель. Проведення випробувань натурного судна завжди пов'язане з низкою незручностей (відсутність вітру, течії, постійна швидкість тощо), тому найчастіше вдаються до модельних випробувань. Суть випробувань моделі полягає у тому, що модель буксирують в дослідному басейні з певною швидкістю, вимірюють опір його рухові, який потім перераховують на натурне судно. Хоча фактично між складовими повного опору й існує взаємозв'язок, при розрахунках вважають, що вони є незалежними.
Так як для опору тертя форма судна не має значення, то для його визначення замість моделі судна можна випробовувати пластину. Однією з умов проведення таких випробувань є рівність чисел Рейнольдса судна і еквівалентної йому пластини (Rec = Reп). Число Рейнольдса є безрозмірнісною характеристикою швидкості руху і визначається за формулою
{\displaystyle Re={\frac {vL}{\nu }},}
де {\displaystyle v} — швидкість судна або еквівалентної пластини; {\displaystyle L} — довжина судна або пластини; {\displaystyle \nu } = 1,56∙10−6 м²/с — коефіцієнт кінематичної в'язкості води. Оскільки довжина судна завжди є більшою від довжини пластини, швидкість буксирування останньої повинна бути більшою.
{\displaystyle {\frac {v_{c}L_{c}}{\nu }}={\frac {v_{n}L_{n}}{\nu }}\Longrightarrow \;v_{n}=v_{c}{\frac {L_{c}}{L_{n}}}.}
Якщо співвідношення довжин пластини й судна прийняти за масштаб {\displaystyle \lambda }, то формула перетворюється до виду {\displaystyle v_{n}={\frac {v_{c}}{\lambda }}}.
За результатами випробувань пластин було виведено формули для розрахунку коефіцієнта опору тертя, типу формули Прандтля-Шліхтінга.
{\displaystyle \xi _{mp}={\frac {0,455}{\left(lgRe\right)^{2,58}}}}.
Для визначення опору форми і хвильового опору необхідно, щоб модель судна мала ту ж саму форму, що й натурне судно. Сумарне значення опору форми і хвильового опору називається залишковим опором. Для його визначення за результатами випробування моделі необхідно, щоб виконувалася умова рівності чисел Фруда ({\displaystyle Fr_{c}=Fr_{n}}). Число Фруда, так же, як і число Рейнольдса є безрозмірнісною характеристикою швидкості.
{\displaystyle Fr={\frac {v}{\sqrt {gL}}}},
де g — прискорення вільного падіння. У даному випадку швидкість моделі повинна бути меншою за швидкість судна, оскільки відношення довжин моделі і судна є оберненопропорційними до відношення їхніх швидкостей.
{\displaystyle {\frac {v_{n}}{\sqrt {gL_{n}}}}={\frac {v_{c}}{\sqrt {gL_{c}}}}\Rightarrow \ v_{n}=v_{c}{\sqrt {\frac {L_{n}}{L_{c}}}}={\sqrt {\lambda }}v_{c},} .
де {\displaystyle \lambda } — масштаб моделі.
Оскільки за критерієм Рейнольдса швидкість моделі повинна бути вищою за швидкість судна, то можна зробити висновок про неможливість перерахунку з моделі на натурне судно значення повного опору.
Якщо допустити, що поверхня моделі є абсолютно гладкою, то повний опір води моделі ({\displaystyle R_{c}}) складається з опорів тертя ({\displaystyle R_{fr}}), і залишкового ({\displaystyle R_{res}}). В результаті випробувань моделі можна отримати значення {\displaystyle R_{c}}. Величину {\displaystyle R_{fr}} моделі можна визначити за поданою вище формулою. Тоді, якщо від величини {\displaystyle R_{c}} відняти опір тертя, то результат дасть значення залишкового опору моделі.
{\displaystyle R_{res}=R_{c}-R_{fr}}.
Обчисливши за отриманим значенням {\displaystyle R_{res}} коефіцієнт залишкового опору {\displaystyle \xi _{res}}, можна обчислити залишковий опір натурного судна.
Опір шорсткості поверхні очевидно залежить від стану зовнішньої обшивки. Коефіцієнт опору від шорсткості приймають зазвичай рівним {\displaystyle \xi _{r}=(0,5...0,7)\cdot 10^{-3}}.
Отже сумарний коефіцієнт опору води
{\displaystyle \xi _{c}=\xi _{fr}+\xi _{r}+\xi _{res}}.

### Випадок суден з динамічними принципами підтримки
Зовсім інша картина спостерігається у суден з динамічними принципами підтримки (глісуючи катерів, суден на підводних крилах та повітряній подушці). Рух таких судів пов'язаний із виникненням значних гідро- та аеродинамічних сил, що врівноважують силу ваги судна. Якщо у водотоннажних суден умову плавучості записують як {\displaystyle G=pgV}, то тут {\displaystyle G=R_{d}} і {\displaystyle pgV=0}.
Сила підтримання при глісуванні є вертикальною складовою {\displaystyle Y} гідродинамічної сили {\displaystyle R_{gd}}, що виникає на днищі катера, як у крила, розташованого під кутом атаки α до потоку, що набігає: {\displaystyle R_{d}=R_{gd}\cdot \cos \alpha =Y}.
Аналогічна ситуація має місце і в судна на підводних крилах, тільки у цьому випадку під {\displaystyle R_{d}} слід розуміти сумарну підйомну силу носового та кормового крил. На відміну від крила літака, площа підводних крил порівняно невелика. Густина води у 800 разів більша за густину повітря, і для створення однієї і тієї ж підйомної сили, площа підводних крил виявляється у 800 разів меншою від площі крила літака.
Підводну частину корпусу водотоннажного судна також можна розглядати як крило складної форми, однак величина сили {\displaystyle R_{d}} порівняно з архімедовою силою {\displaystyle pgV} для таких суден є дуже малою.
Принципи утворення сили {\displaystyle R_{d}} у суден на повітряній подушці зовсім інші, ніж при глісуванні чи русі на підводних крилах. Формування повітряної подушки у цих випадках пояснюється різними фізичними закономірностями. Статична повітряна подушка створюється внаслідок нагнітання повітря під днище апарату. Сила тиску {\displaystyle R_{d}}, що утворюється при цьому зрівноважує силу ваги {\displaystyle G}. Ефект утворення динамічної повітряної подушки пов'язаний з властивістю крила змінювати свої аеродинамічні характеристики при русі поблизу екрану. Виявляється, гідродинамічна якість крила — відношення підйомної сили до сили лобового опору — у міру наближення крила до екрану різко зростає. Цей ефект проявляється тоді, коли відстань між крилом та екраном менша, ніж хорда крила. Наявність динамічної повітряної подушки під крилом екраноплану призводить до виникнення значної сили {\displaystyle R_{d}}, що зрівноважує силу ваги {\displaystyle G}.
У режимі глісування вздовж днища діють сили тертя. Крім того, на величину сили опору впливає значення проекції сили тяжіння {\displaystyle G\sin \alpha }, оскільки катер рухається з кутом атаки {\displaystyle \alpha }. Сума цих сил визначає основну частку опору, до якої слід додати опір повітря, що виникає при обтіканні надводної частини глісера потоком повітря. У суден на підводних крилах сила опору складається з гідродинамічної та аеродинамічної складових. Гідродинамічний опір включає опір крил і виступаючих частин (кріплення крил і рушія).
Існує суттєва відмінність кривих залежності опору від швидкості для водотоннажного судна і судна на підводних крилах. У водотоннажного судна зі зростанням швидкості опір спочатку монотонно збільшується, а потім зростає катастрофічно. При малих швидкостях він пропорційний квадрату, а потім кубу швидкості, а при великих швидкостях може бути пропорційно п'ятому навіть вищим степеням швидкості. Це означає, що для збільшення швидкості хоча б на один вузол у діапазоні реальної зміни опору необхідно збільшувати потужність енергетичної установки вдвічі, а іноді й у декілька разів.
У суден на підводних крилах початкова ділянка кривої {\displaystyle R=f(v)} нагадує криву водотоннажного судна, проте при високих швидкостях картина зовсім змінюється: досягнувши деякого максимуму, крива спрямовується вниз і має мінімум, що відповідає оптимальній швидкості. Максимум кривої пов'язані з виходом судна на носове крило, далі корпус відривається від води і судно виходить робочий режим, у якому опір стає мінімальним.

## Визначення затребуваної потужності головних двигунів
Потужність, яку слід прикласти до судна, щоб воно рухалось із заданою швидкістю або буксирна потужність {\displaystyle N_{b}} (кВт) визначається за формулою
{\displaystyle N_{b}=R\cdot v\cdot 10^{-3}},
де {\displaystyle R} — повний опір, Н; {\displaystyle v} — швидкість судна, м/с.
Так як рух судна зазвичай відбувається за рахунок підведення енергії від двигуна до рушія, то є неминучими її втрати при передаванні. Тому потужність, що виробляється двигунами або ефективна потужність {\displaystyle N} повинна бути більшою.
{\displaystyle N={\frac {N_{b}}{\eta _{pr}}},}
де {\displaystyle \eta _{pr}} — пропульсивний коефіцієнт, що є показником втрат потужності при її передаванні.
Втрати потужності при її передаванні залежать від декількох факторів.
По-перше, втрати будуть обумовлені коефіцієнтом корисної дії рушія {\displaystyle \eta _{r}}. Для гребних гвинтів у середньому {\displaystyle \eta _{r}=0,65...0,75}.
По-друге, втрати енергії будуть обумовлюватися погіршенням умов роботи гребного гвинта. Найбільший ККД гребний гвинт буде мати у тому випадку, коли потік води, що набігає, є перпендикулярним до диска гвинта й має швидкість, рівну швидкості судна. Це реалізується у випадку достатньо великого віддалення гвинта від корпуса судна. У більшості ж випадків гребний гвинт знаходиться близько до корпуса, тому потік води, що набігає на нього відхиляється від перпендикуляра. Крім того, так як вода у пограничному шарі рухається разом із судном, швидкість набігання потоку на гвинт знижується. Ці дві обставини враховує коефіцієнт впливу корпуса {\displaystyle \eta _{k}}, що може змінюватися у межах 0,95…1,20.
По-третє, енергія втрачається при її перетворенні. Швидкість обертання гвинта рідко перевищує значення 200 об/хв. Швидкості обертання двигунів сягають кількох тисяч об/хв. Отже, необхідно якимось чином зменшити частоту обертання. На перетворення енергії витрачається частина потужності, що виробляється, яка враховується ККД передачі {\displaystyle \eta _{p}}, що становить для механічних редукторів {\displaystyle \eta _{p}=0,94...0,98}, для електропередавання {\displaystyle \eta _{p}=0,89...0,92}.
По-четверте, втрати можливі у підшипниках — опорах гребного вала і в защільненні у місці проходження вала через корпус судна — дейдвудній трубі. Ці втрати напряму залежать від числа опор, яке у свою чергу залежить від довжини гребного вала. ККД валопроводу {\displaystyle \eta _{v}=0,97...0,99}.
Отже, загальний пропульсивний коефіцієнт:
{\displaystyle \eta _{pr}=\eta _{r}\cdot \eta _{k}\cdot \eta _{p}\cdot \eta _{v}}.
Оскільки за час експлуатації потужність двигуна може знижуватися, за рахунок зношування деталей, потужність двигуна, що встановлюється на судно має дещо перевищувати ефективну. Цю обставину враховує коефіцієнт запасу потужності {\displaystyle k}, значення якого змінюється в межах 1,1...1,2. Тоді
{\displaystyle N_{d}=k\cdot N}.
Для наближеного визначення потужності, можна використати формулу адміралтейських коефіцієнтів (адміралтейську формулу):
{\displaystyle N={\frac {D^{2/3}v^{3}}{C}},}
де {\displaystyle D} — водотоннажність судна, т; {\displaystyle v} — швидкість судна виражена у вузлах, {\displaystyle C} — адміралтейський коефіцієнт, який визначається за прототипом.
З цієї формули видно: щоб збільшити, наприклад, швидкість судна удвічі, потужність головного двигуна треба збільшити у вісім разів.